# Joshua Epstein
Joshua Epstein  (né le 14 novembre 1940 à Tel Aviv) est un violoniste israélien, se produisant en Allemagne.

## Biographie
À l'âge de huit ans, Joshua Epstein a commencé à apprendre à jouer du violon auprès de Yariv Ezrahi. Après l'obtention du diplôme et après avoir fréquenté peu de temps une université en mathématiques, il est allé poursuivre ses études de musique au Conservatoire royal de Bruxelles où il a travaillé avec Arthur Grumiaux, et plus tard à la Chapelle Musicale Reine Elisabeth avec André Gertler. En 1965, il a remporté le deuxième prix au Concours international de violon Jean Sibelius à Helsinki et en 1968 le premier prix du concours Carl Flesch de Londres. D'autres prix ont été décernés, tels que le Concours musical international Reine Élisabeth de Belgique, à Bruxelles et le Concours international de violon Niccolò Paganini à Gênes.
Depuis lors, il se produit dans de nombreuses villes européennes, mais donne aussi des concerts aux États-Unis, au Canada et en Israël, et s'est construit un vaste répertoire. En 1966, il a suivi son professeur André Gertler à Hanovre, où il a été chargé de cours jusqu'en 1973. De 1974-1978, Joshua Epstein a dirigé une classe de violon à l'École supérieure de musique de Wurtzbourg (de). De 1978 jusqu'à aujourd'hui, il a été professeur de violon à l'École supérieure de musique de la Sarre (de). Il est également directeur artistique de l'Académie Internationale d'été Schwetzingen-Worms. De 1972 à 1978, il était premier violon du Quatuor Bartholdy. Plusieurs disques et CD illustrent son art.

## Source de la traduction
- (de) Cet article est partiellement ou en totalité issu de l’article de Wikipédia en allemand intitulé « Joshua Epstein » (voir la liste des auteurs).